# BMW E3

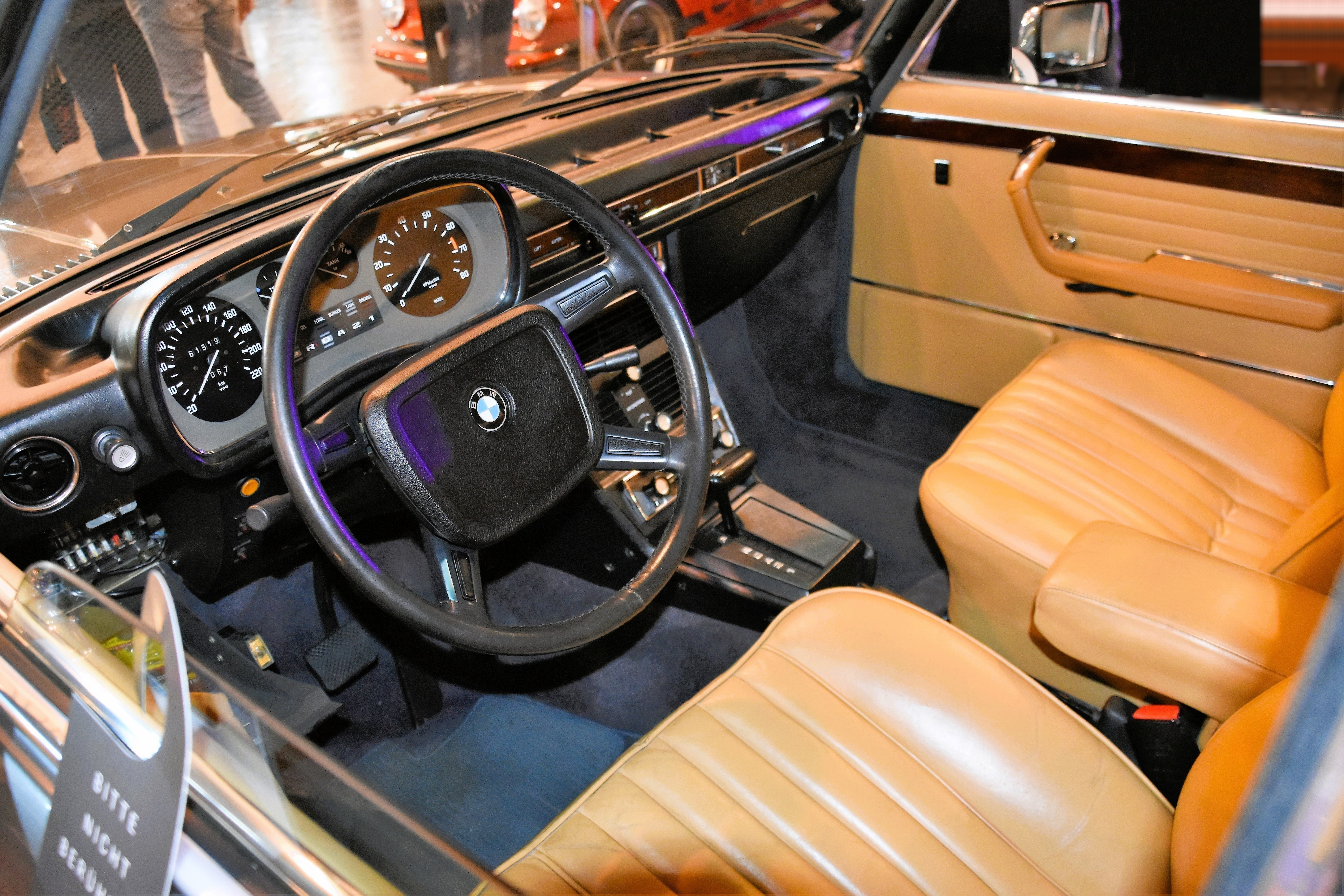
Cockpit bei Automatik, Klimaanlage und elektrischen Fensterhebern 1976 (3.3 Li)

Der intern als E3 bezeichnete PKW war ein Modell der Oberklasse von BMW mit Sechszylinder-Reihenmotor, das im Herbst 1968 auf dem Markt erschien. Damit stieg BMW nach Einstellung der Modelle 501/502 im Jahr 1964 wieder in die Oberklasse ein. Der E3 hatte eine ähnliche Länge und bot mindestens ähnliche Fahrleistungen. Er sollte gegen die S-Klasse von Daimler-Benz (Mercedes-Benz W 108, W 109 und W 116) und die KAD-Baureihe von Opel antreten.
Der Nachfolger des E3 war die im Mai 1977 vorgestellte erste 7er-Reihe vom Typ E23.

## Modellgeschichte

### Allgemeines
Nach dem Produktionsstopp des konstruktiv veralteten „Barockengels“ BMW 3200 S mit V8-Motor hatte BMW für einige Jahre keine Limousine der Oberklasse mehr im Programm. Nach massiven wirtschaftlichen Schwierigkeiten kam BMW 1961 mit der „Neuen Klasse“, dem viertürigen BMW 1500 (Typ 115) mit einer neuen Mittelklassebaureihe auf den Markt. Das Programm wurde 1966 mit den zweitürigen Fahrzeugen der 02-Reihe (Typ 114) nach unten erweitert. Diese beiden Modellreihen waren sehr erfolgreich, so dass gegen Mitte der 1960er Jahre die wirtschaftlichen Probleme überwunden waren und das Pkw-Programm wieder mit einer Oberklasselimousine, die zunächst „Große Klasse“ genannten E3-Modelle, ergänzt werden konnte.
Obwohl das Coupé BMW 2800 (E9) dem E3 sehr ähnlich sah, hatten die beiden Fahrzeuge nicht viel miteinander zu tun. Der E9, welcher im gleichen Jahr erschien wie der E3, war eine Konstruktion, die auf dem E120 (2000C/CS) basierte. Das erklärt auch das völlig andere Innenraumdesign und die andere Vorder- und Hinterachsbauweise. Der E3 hatte das neuere und beinahe sportlichere Fahrwerk.
Im Jahre 1968 wurde der BMW E3 zunächst als BMW 2500 und BMW 2800 (1974 ersetzt durch den BMW 2.8 L) vorgestellt. Die Gemischaufbereitung erfolgte zunächst in zwei Registervergasern. 1971 folgte zusätzlich der BMW 3.0 S mit einer höheren Motorleistung durch mehr Hubraum. Die Palette der Gemischaufbereitungen wurde im BMW 3.0 Si durch eine Saugrohreinspritzung ergänzt. Die ab Sommer 1971 erhältliche zweite E3-Serie war gekennzeichnet durch kleine äußerliche Änderungen. Neben anderen Felgen wurde unter anderem mit dem Entfall der seitlichen Gitter in der C-Säule die Zwangsentlüftung des Innenraums in die Schlitze neben der Heckscheibe verlegt. Der Kühlergrill war mattschwarz statt verchromt, die Heckleuchten bekamen eine andere Aufteilung der Leuchtkammern, und zusätzliche Zierleisten wurden eingeführt, die auf dem Falz auf Höhe der Gürtellinie aufsetzten und an den Modellen mit größerem Hubraum über den Kofferraumdeckel fortgesetzt wurden.
Neben den bekannten Sechszylindern befanden sich auch größere Maschinen in der Entwicklung. Einige liefen sogar bereits auf Prüfständen. Darunter befanden sich Achtzylinder zwischen vier und fünf Litern Hubraum und ein etwa fünf Liter großer Zwölfzylinder-V-Motor, der um die 227 kW (310 PS) leistete.
Probeweise wurde 1973 ein Achtzylinder in ein Coupé der Baureihe E9 eingebaut. Diesen etwa 205 kW (280 PS) starken Wagen fuhr der damalige Entwicklungsvorstand Bernhard Osswald.
Im August 1974 wurde im BMW 2.8 L und im BMW 3.0 L eine neue Karosserievariante mit einem um 100 mm verlängerten Radstand vorgestellt; gleichzeitig wurde der Fahrzeuginnenraum hochwertiger ausgestattet. Zur selben Zeit wurde – nur für die Langversion – mit dem BMW 3.3 L auch eine neue Motorvariante mit mehr Hubraum eingeführt, die später mit Saugrohreinspritzung und etwas reduziertem Hubraum, jedoch deutlich reduziertem Verbrauch als BMW 3.3 Li gegenüber dem BMW 3.0 Si zwar keine Mehrleistung, jedoch einen besseren Verlauf der Drehmomentkurve bot.
Bei der Limousine ging man noch einen Schritt weiter und setzte im selben Jahr den V12 in einen BMW 3.0 L. Dieser musste im Frontbereich um 80 mm verlängert werden, damit die Maschine hineinpasste. Das Fahrzeug erreichte knapp 240 km/h. Etwa fünf der großen Zwölfzylinder wurden in Handarbeit gefertigt; jedoch verzichtete BMW nach der ersten Ölkrise 1973/74 auf die Verwendung in den großen Limousinen und Coupés.

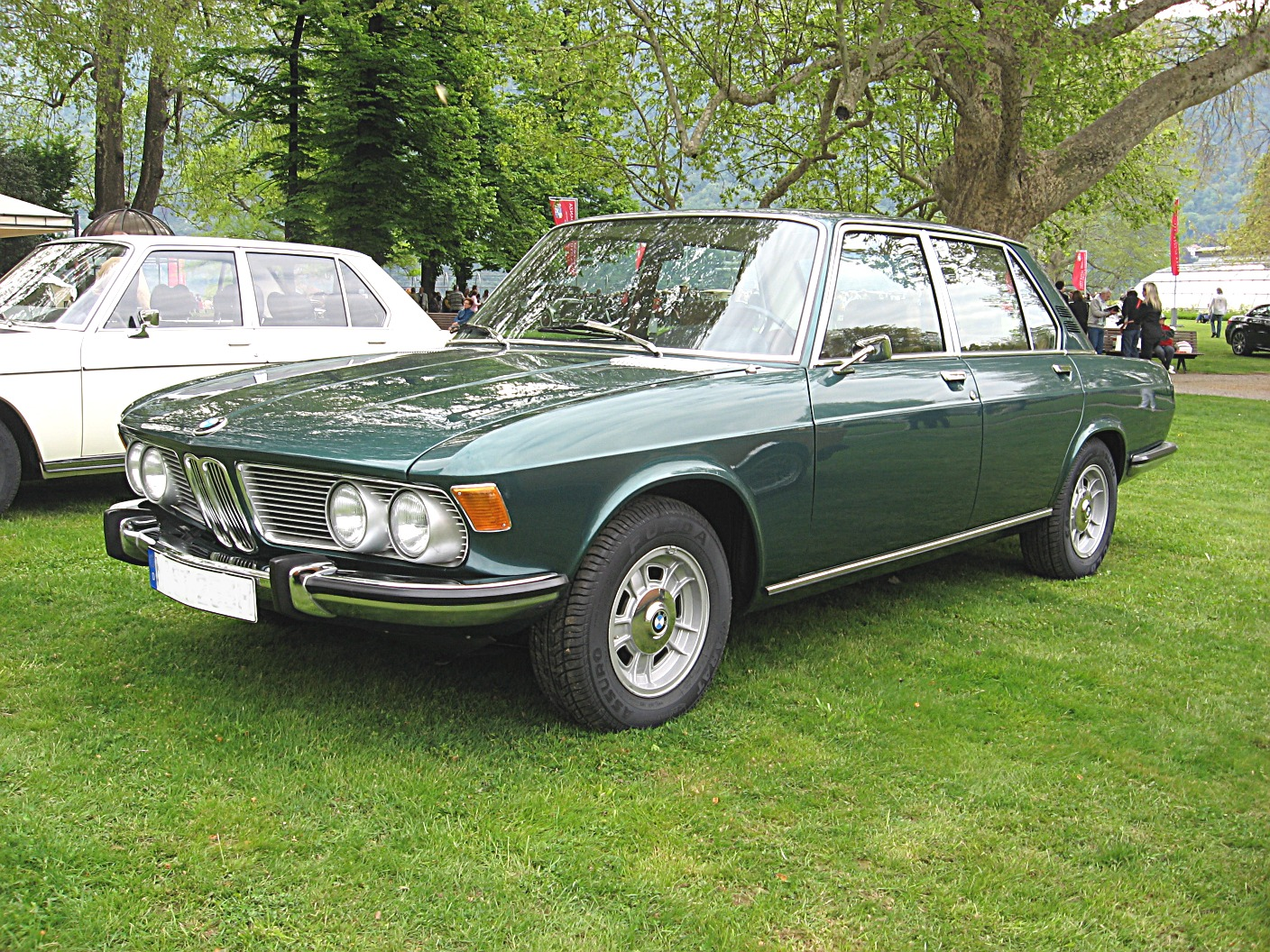
BMW 2500, 1968–1971
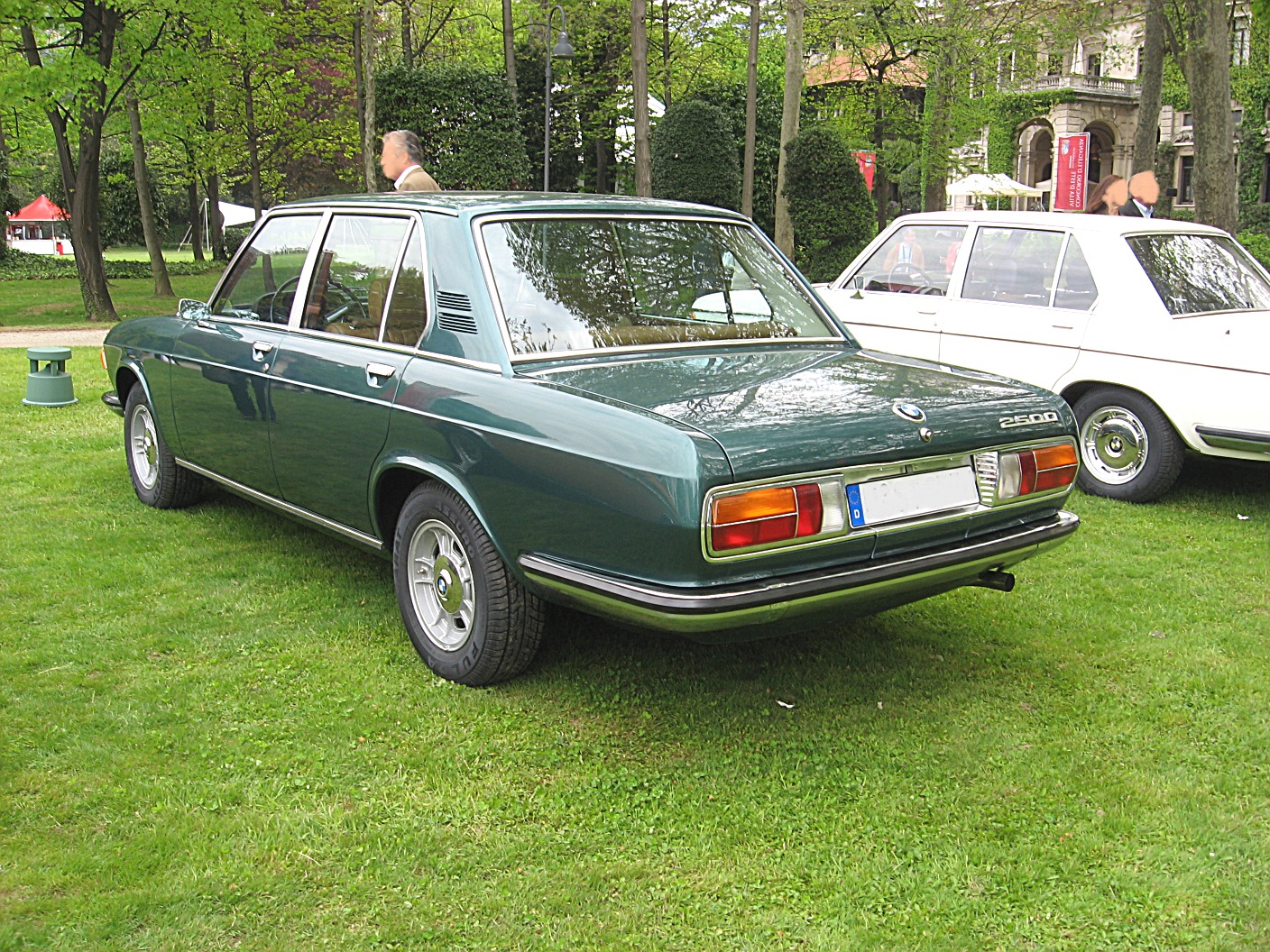
BMW 2500, Heckansicht, 1968–1971
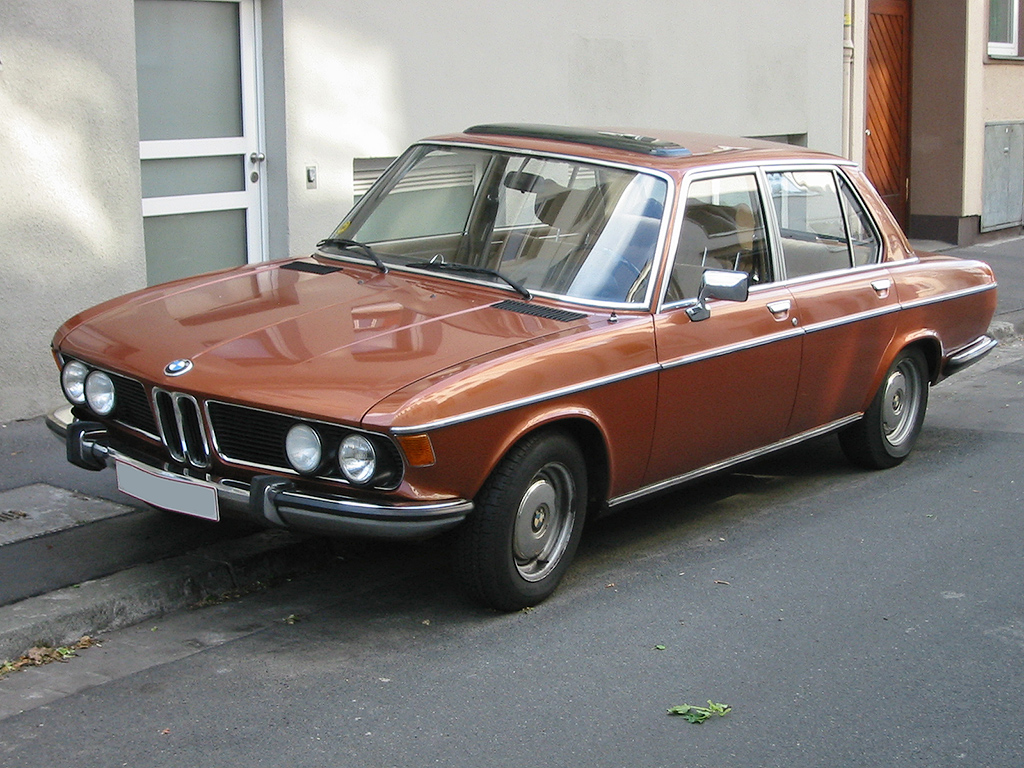
BMW 2500, 1971–1977
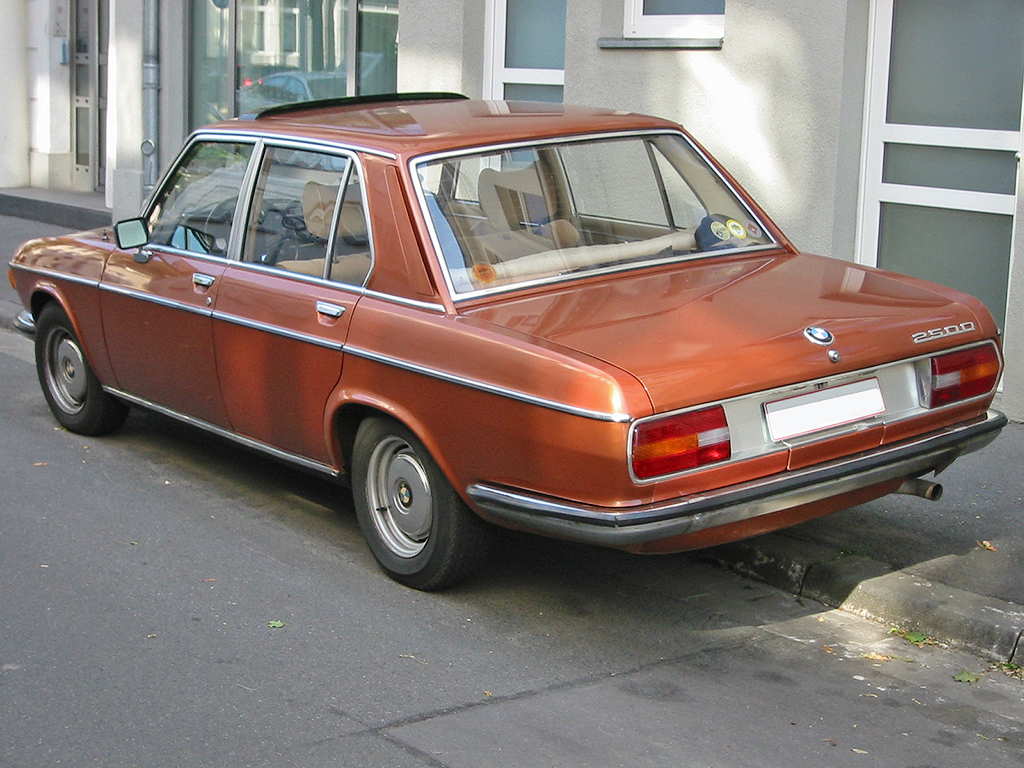
BMW 2500, Heckansicht, 1971–1977
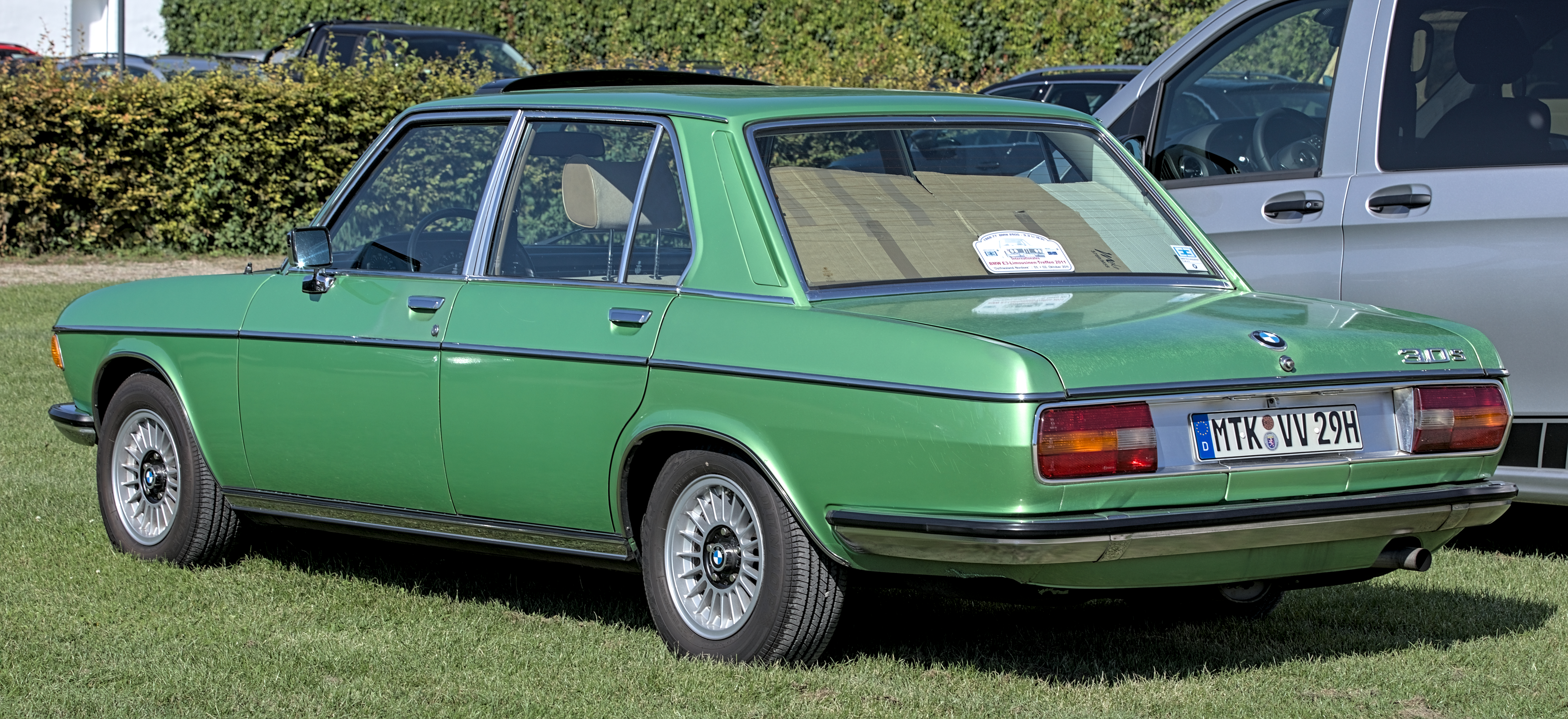
BMW 3.0 S, 1971–1977
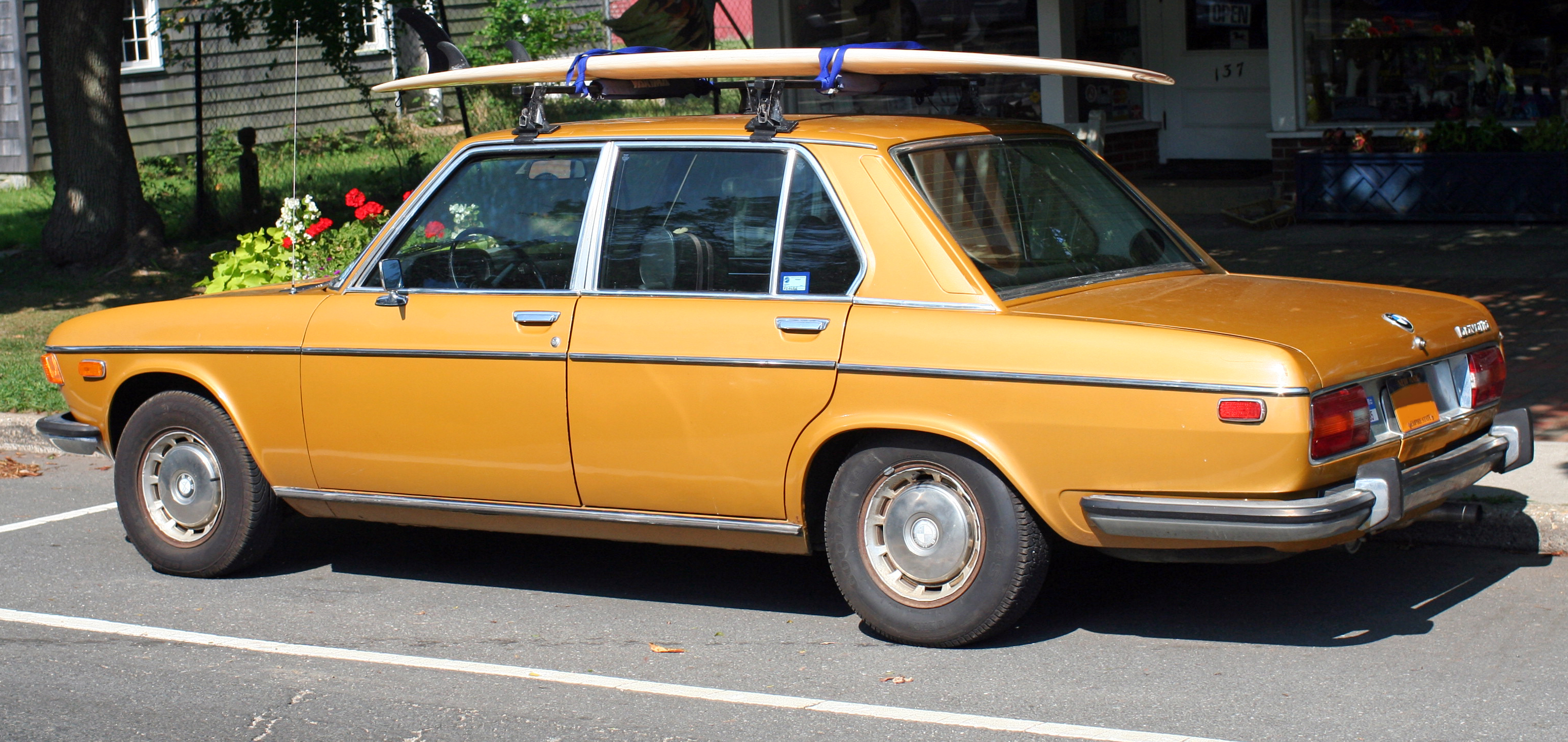
BMW Bavaria (US-Modell), 1973
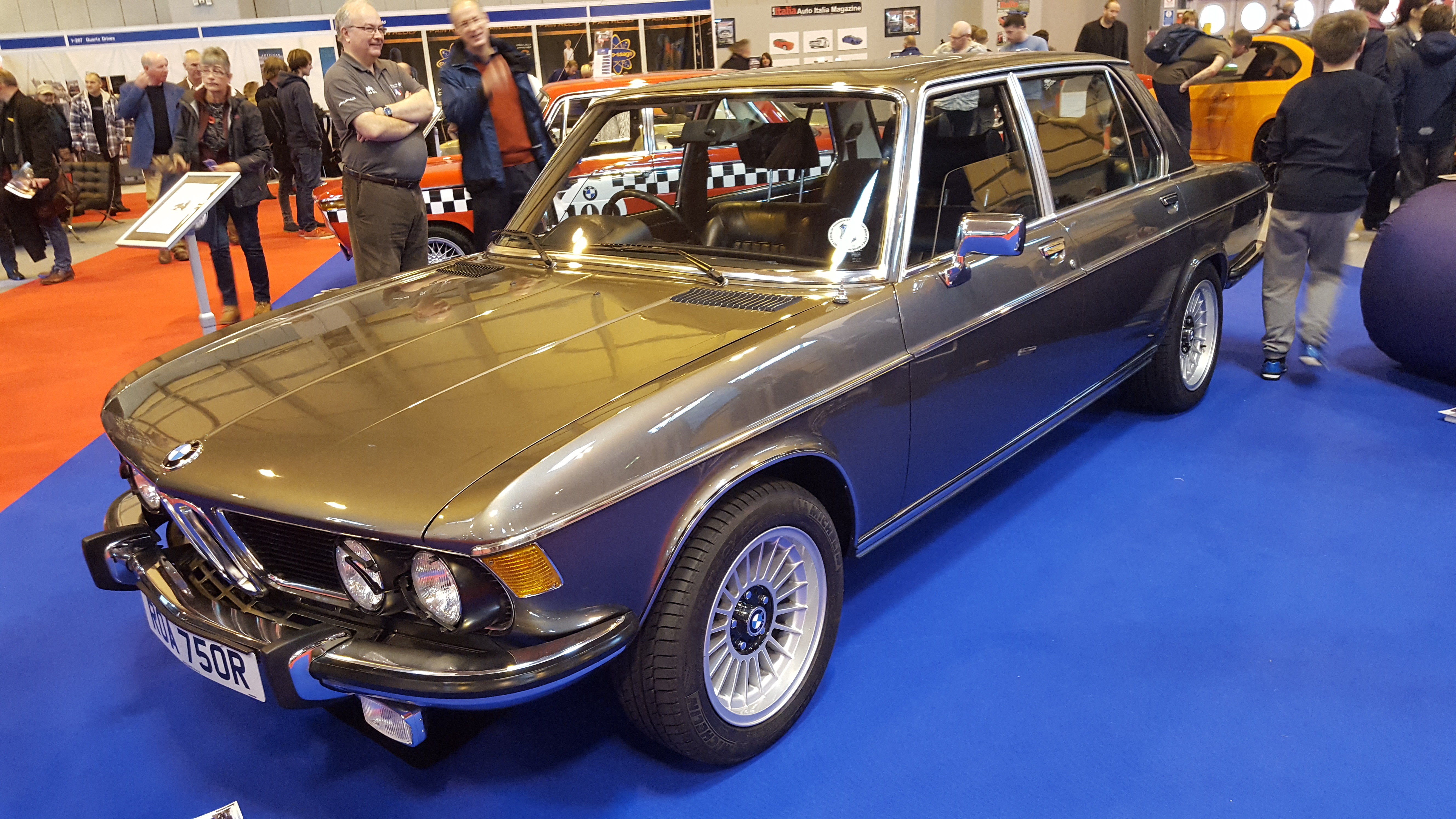
1977 BMW 3.3 LIA
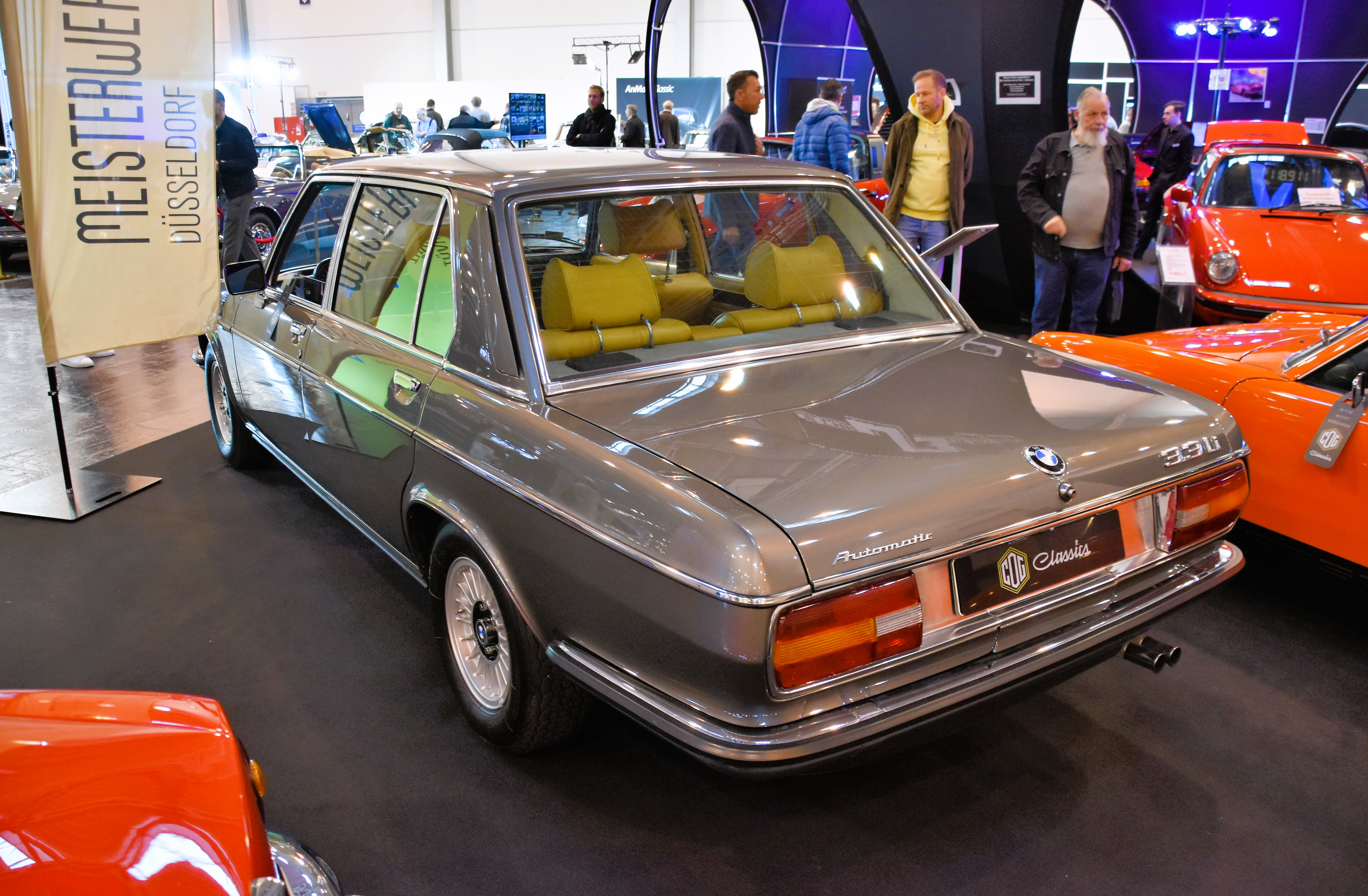
1977 BMW 3.3 LIA Heckansicht
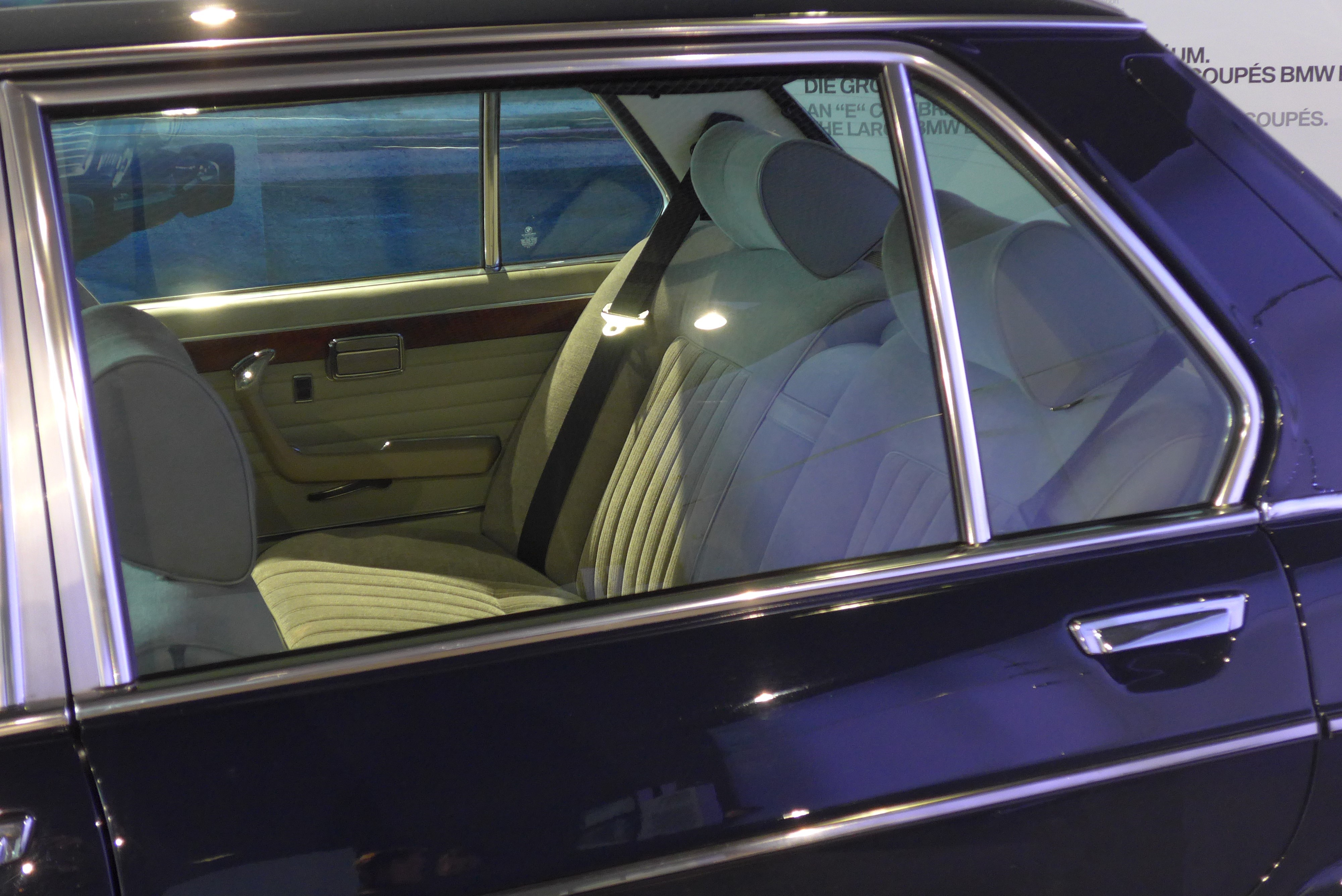
3.3 Li, Blick in den Fond

### Modellbezeichnung
Eine eigene, zusammenhängende Modellbezeichnung gibt es für die Fahrzeuge dieser Modellreihe nicht, es wird lediglich die Hubraumgröße als Modellbezeichnung angegeben. Da sich die BMW-Fahrzeuge der kleineren Fahrzeugklassen im Motorenangebot jedoch nicht mit den Hubraumgrößen des BMW E3 überschneiden, ist eine eindeutige Unterscheidung zu diesen möglich.
Der von Wilhelm Hofmeister entworfene BMW E3 wird in folgende Grundmodelle unterteilt:
- BMW 2500 (Hubraumangabe in cm³)
- BMW 2800 (ab 1974 BMW 2.8)
- BMW 3.0 (Hubraumangabe in Litern)
- BMW 3.3

Die Typenbezeichnungen wurden, teilweise kombiniert, durch nachgestellte Buchstaben ergänzt, die eine höhere Motorleistung („S“ – Sport), eine Saugrohreinspritzung („i“ – injection) oder den verlängerten Radstand in Verbindung mit einer höherwertigen Ausstattung („L“ – lang/Luxus) kennzeichneten.

## Technik

### Konzeption
Mit dem früheren Barockengel hat der E3 weder gestalterische noch technische Gemeinsamkeiten. Der E3 hat eine geradlinige, eher sportlich anmutende selbsttragende Karosserie. Die mit der „neuen Klasse“ eingeführte nach vorn geneigte Frontpartie mit BMW-„Niere“ und Rundscheinwerfern blieb noch bis in die 1990er Jahre hinein ein Erkennungszeichen von BMW-Pkw. Neu waren die Doppelscheinwerfer. Der Kühlergrill wurde aus Kunststoff (ABS) hergestellt, was damals noch nicht üblich war. Der Kofferraum bietet 600 Liter Volumen. Die Fahrleistungen sind relativ gut, weil der Wagen kompakter und daher leichter ist als die Modelle der Konkurrenten.
Die neuen Sechszylinder-Reihenmotoren vom Typ M30 basieren konstruktiv auf den Vierzylindermotoren der „Neuen Klasse“. Sie haben einen Grauguss-Motorblock, einen Querstromzylinderkopf aus Leichtmetall und eine obenliegende Nockenwelle, die die einander gegenüber liegenden Ventile über Kipphebel betätigt. Sie wurden mit Änderungen noch bis 1994 verwendet und genießen in der Fachpresse einen guten Ruf. Einige Quellen geben an, dass die Motoren zunächst mit der Kennung M06 bezeichnet wurden. Bei der Konstruktion der Ölpumpe (System Eaton), des Schmierölkreislaufs und des dreikreisigen Kühlsystems wurden mit dem E3 neue Wege beschritten. Die Kraft überträgt ein Viergang-Schaltgetriebe von ZF und eine geteilte Kardanwelle auf die Hinterachse, auf Wunsch war auch eine Automatik erhältlich.
Das Fahrwerk basiert auf jenem der Neue-Klasse-Modelle. Durch Korrekturen mit einer Neigung der Achse der MacPherson-Federbeine zur Schwenkachse wurden die guten Fahreigenschaften bisheriger BMW-Modelle übertroffen, und trotz der höheren Vorderachslast eine leichtere Lenkbarkeit als beim BMW 2000 erreicht. An der Schräglenker-Hinterachse wurden teilweise „Nivomat“-Federbeine von Boge mit selbsttätigem Niveauausgleich verwendet. Ein weiterer Unterschied ist die Verwendung von Scheibenbremsen auch an den Hinterrädern. Eine eher sportliche Fahrwerksabstimmung unterscheidet den BMW E3 von anderen damaligen Oberklasse-Pkw.
Die elektrische Ausstattung umfasst unter anderem eine 500-W-Drehstromlichtmaschine, eine heizbare Heckscheibe, Nebelschlussleuchte und vier Halogenscheinwerfer.

### Technische Daten
| Modell                                 | 2500                                                                                           | 2800                                                                                           | 2.8 L                                                                                          | 3.0 S                                                                                          | 3.0 L                                                                                          | 3.0 Si                                                                                         | 3.0 Si                                                                                         | 3.3 L                                                                                          | 3.3 Li                                                                                         |       |
| -------------------------------------- | ---------------------------------------------------------------------------------------------- | ---------------------------------------------------------------------------------------------- | ---------------------------------------------------------------------------------------------- | ---------------------------------------------------------------------------------------------- | ---------------------------------------------------------------------------------------------- | ---------------------------------------------------------------------------------------------- | ---------------------------------------------------------------------------------------------- | ---------------------------------------------------------------------------------------------- | ---------------------------------------------------------------------------------------------- | ----- |
| Karosserie                             | Limousine                                                                                      | Limousine                                                                                      | Pullman-Limousine                                                                              | Limousine                                                                                      | Pullman-Limousine                                                                              | Limousine                                                                                      | Limousine                                                                                      | Pullman-Limousine                                                                              | Pullman-Limousine                                                                              |       |
| Produktionsjahre                       | 08/1968– 02/1977                                                                               | 08/1968– 12/1974                                                                               | 01/1975– 02/1977                                                                               | 05/1971– 02/1977                                                                               | 01/1975– 01/1977                                                                               | 09/1971– 07/1975                                                                               | 07/1975– 02/1977                                                                               | 03/1974– 07/1975                                                                               | 10/1975– 02/1977                                                                               |       |
| Produzierte Exemplare                  | 93.363                                                                                         | 40.160                                                                                         | 5.036                                                                                          | 51.544                                                                                         | 22.310                                                                                         | 6.565                                                                                          | 6.565                                                                                          | 1.622                                                                                          | 1.401                                                                                          |       |
| Einführungspreis in DM                 | 15.485                                                                                         | 17.250                                                                                         | 25.980                                                                                         | 19.980                                                                                         | 28.920                                                                                         | 22.690                                                                                         | 30.580                                                                                         | 35.600                                                                                         | 44.320                                                                                         |       |
| Motor                                  | M30B25                                                                                         | M30B28                                                                                         | M30B28                                                                                         | M30B30V                                                                                        | M30B30V                                                                                        | M30B30                                                                                         | M30B30                                                                                         | M30B33V                                                                                        | M30B32LE                                                                                       |       |
| Position                               | Vorderlängs                                                                                    | Vorderlängs                                                                                    | Vorderlängs                                                                                    | Vorderlängs                                                                                    | Vorderlängs                                                                                    | Vorderlängs                                                                                    | Vorderlängs                                                                                    | Vorderlängs                                                                                    | Vorderlängs                                                                                    |       |
| Anzahl und Anordnung der Zylinder      | 6 Zylinder in Reihe                                                                            | 6 Zylinder in Reihe                                                                            | 6 Zylinder in Reihe                                                                            | 6 Zylinder in Reihe                                                                            | 6 Zylinder in Reihe                                                                            | 6 Zylinder in Reihe                                                                            | 6 Zylinder in Reihe                                                                            | 6 Zylinder in Reihe                                                                            | 6 Zylinder in Reihe                                                                            |       |
| Hubraum (cm³)                          | 2494                                                                                           | 2788                                                                                           | 2788                                                                                           | 2985                                                                                           | 2985                                                                                           | 2985                                                                                           | 2985                                                                                           | 3295                                                                                           | 3210                                                                                           |       |
| Bohrung und Hub (mm)                   | 86 × 71,6                                                                                      | 86 × 80                                                                                        | 86 × 80                                                                                        | 89 × 80                                                                                        | 89 × 80                                                                                        | 89 × 80                                                                                        | 89 × 80                                                                                        | 89 × 88,4                                                                                      | 89 × 86                                                                                        |       |
| Ventilsteuerung                        | Ein obenliegender Nockenwellen, durch Kette angetrieben, zwei Ventile pro Zylinder             | Ein obenliegender Nockenwellen, durch Kette angetrieben, zwei Ventile pro Zylinder             | Ein obenliegender Nockenwellen, durch Kette angetrieben, zwei Ventile pro Zylinder             | Ein obenliegender Nockenwellen, durch Kette angetrieben, zwei Ventile pro Zylinder             | Ein obenliegender Nockenwellen, durch Kette angetrieben, zwei Ventile pro Zylinder             | Ein obenliegender Nockenwellen, durch Kette angetrieben, zwei Ventile pro Zylinder             | Ein obenliegender Nockenwellen, durch Kette angetrieben, zwei Ventile pro Zylinder             | Ein obenliegender Nockenwellen, durch Kette angetrieben, zwei Ventile pro Zylinder             | Ein obenliegender Nockenwellen, durch Kette angetrieben, zwei Ventile pro Zylinder             |       |
| Kraftstoffversorgung                   | Zwei Doppelvergaser Zenith 35/40 INAT                                                          | Zwei Doppelvergaser Zenith 35/40 INAT                                                          | Zwei Doppelvergaser Zenith 35/40 INAT                                                          | Zwei Doppelvergaser Zenith 35/40 INAT                                                          | Zwei Doppelvergaser Zenith 35/40 INAT                                                          | Elektronische Einspritzung Bosch D-Jetronic                                                    | Elektronische Einspritzung Bosch L-Jetronic                                                    | Zwei Doppelvergaser Zenith 35/40 INAT                                                          | Elektronische Einspritzung Bosch L-Jetronic                                                    |       |
| Kompressionsverhältnis                 | 9:1                                                                                            | 9:1                                                                                            | 9:1                                                                                            | 9:1                                                                                            | 9:1                                                                                            | 9,5:1                                                                                          | 9:1                                                                                            | 9:1                                                                                            | 9:1                                                                                            |       |
| Kühlung                                | Wasserkühlung                                                                                  | Wasserkühlung                                                                                  | Wasserkühlung                                                                                  | Wasserkühlung                                                                                  | Wasserkühlung                                                                                  | Wasserkühlung                                                                                  | Wasserkühlung                                                                                  | Wasserkühlung                                                                                  | Wasserkühlung                                                                                  |       |
| Maximale Leistung (PS/min-1)           | 150/6000                                                                                       | 170/6000                                                                                       | 170/6000                                                                                       | 180/6000                                                                                       | 180/6000                                                                                       | 200/5500                                                                                       | 195/5500                                                                                       | 190/5500                                                                                       | 197/5500                                                                                       |       |
| Maximales Drehmoment (Nm/min-1)        | 210/3700                                                                                       | 233/3700                                                                                       | 233/3700                                                                                       | 255/3700                                                                                       | 255/3700                                                                                       | 272/4300                                                                                       | 267/4300                                                                                       | 289/3500                                                                                       | 280/4300                                                                                       |       |
| Kurbelwelle                            | Auf 7 Lagern                                                                                   | Auf 7 Lagern                                                                                   | Auf 7 Lagern                                                                                   | Auf 7 Lagern                                                                                   | Auf 7 Lagern                                                                                   | Auf 7 Lagern                                                                                   | Auf 7 Lagern                                                                                   | Auf 7 Lagern                                                                                   | Auf 7 Lagern                                                                                   |       |
| Kupplung                               | Einscheibentrockenkupplung                                                                     | Einscheibentrockenkupplung                                                                     | Einscheibentrockenkupplung                                                                     | Einscheibentrockenkupplung                                                                     | Einscheibentrockenkupplung                                                                     | Einscheibentrockenkupplung                                                                     | Einscheibentrockenkupplung                                                                     | Einscheibentrockenkupplung                                                                     | Einscheibentrockenkupplung                                                                     |       |
| Antrieb                                | Hinterradantrieb                                                                               | Hinterradantrieb                                                                               | Hinterradantrieb                                                                               | Hinterradantrieb                                                                               | Hinterradantrieb                                                                               | Hinterradantrieb                                                                               | Hinterradantrieb                                                                               | Hinterradantrieb                                                                               | Hinterradantrieb                                                                               |       |
| Getriebe                               | 4-Gang-Schaltgetriebe, auf Wunsch 3-Gang-Automatikgetriebe                                     | 4-Gang-Schaltgetriebe, auf Wunsch 3-Gang-Automatikgetriebe                                     | 4-Gang-Schaltgetriebe, auf Wunsch 3-Gang-Automatikgetriebe                                     | 4-Gang-Schaltgetriebe, auf Wunsch 3-Gang-Automatikgetriebe                                     | 4-Gang-Schaltgetriebe, auf Wunsch 3-Gang-Automatikgetriebe                                     | 4-Gang-Schaltgetriebe, auf Wunsch 3-Gang-Automatikgetriebe                                     | 4-Gang-Schaltgetriebe, auf Wunsch 3-Gang-Automatikgetriebe                                     | 4-Gang-Schaltgetriebe, auf Wunsch 3-Gang-Automatikgetriebe                                     | 4-Gang-Schaltgetriebe, auf Wunsch 3-Gang-Automatikgetriebe                                     |       |
| Struktur                               | Selbsttragende Karosserie                                                                      | Selbsttragende Karosserie                                                                      | Selbsttragende Karosserie                                                                      | Selbsttragende Karosserie                                                                      | Selbsttragende Karosserie                                                                      | Selbsttragende Karosserie                                                                      | Selbsttragende Karosserie                                                                      | Selbsttragende Karosserie                                                                      | Selbsttragende Karosserie                                                                      |       |
| Federung vorne                         | Unabhängige Radaufhängung, MacPherson-Federbeine, Schraubenfedern und hydraulische Stoßdämpfer | Unabhängige Radaufhängung, MacPherson-Federbeine, Schraubenfedern und hydraulische Stoßdämpfer | Unabhängige Radaufhängung, MacPherson-Federbeine, Schraubenfedern und hydraulische Stoßdämpfer | Unabhängige Radaufhängung, MacPherson-Federbeine, Schraubenfedern und hydraulische Stoßdämpfer | Unabhängige Radaufhängung, MacPherson-Federbeine, Schraubenfedern und hydraulische Stoßdämpfer | Unabhängige Radaufhängung, MacPherson-Federbeine, Schraubenfedern und hydraulische Stoßdämpfer | Unabhängige Radaufhängung, MacPherson-Federbeine, Schraubenfedern und hydraulische Stoßdämpfer | Unabhängige Radaufhängung, MacPherson-Federbeine, Schraubenfedern und hydraulische Stoßdämpfer | Unabhängige Radaufhängung, MacPherson-Federbeine, Schraubenfedern und hydraulische Stoßdämpfer |       |
| Federung hinten                        | Unabhängige Radaufhängung mit Schräglenkern, Schraubenfedern und hydraulischen Stoßdämpfern    | Unabhängige Radaufhängung mit Schräglenkern, Schraubenfedern und hydraulischen Stoßdämpfern    | Unabhängige Radaufhängung mit Schräglenkern, Schraubenfedern und hydraulischen Stoßdämpfern    | Unabhängige Radaufhängung mit Schräglenkern, Schraubenfedern und hydraulischen Stoßdämpfern    | Unabhängige Radaufhängung mit Schräglenkern, Schraubenfedern und hydraulischen Stoßdämpfern    | Unabhängige Radaufhängung mit Schräglenkern, Schraubenfedern und hydraulischen Stoßdämpfern    | Unabhängige Radaufhängung mit Schräglenkern, Schraubenfedern und hydraulischen Stoßdämpfern    | Unabhängige Radaufhängung mit Schräglenkern, Schraubenfedern und hydraulischen Stoßdämpfern    | Unabhängige Radaufhängung mit Schräglenkern, Schraubenfedern und hydraulischen Stoßdämpfern    |       |
| Bremsanlage                            | Scheibenbremsen an allen vier Rädern                                                           | Scheibenbremsen an allen vier Rädern                                                           | Scheibenbremsen an allen vier Rädern                                                           | Scheibenbremsen an allen vier Rädern                                                           | Scheibenbremsen an allen vier Rädern                                                           | Scheibenbremsen an allen vier Rädern                                                           | Scheibenbremsen an allen vier Rädern                                                           | Scheibenbremsen an allen vier Rädern                                                           | Scheibenbremsen an allen vier Rädern                                                           |       |
| Reifen                                 | 175/70 HR 14                                                                                   | 195/70 HR 14                                                                                   | 195/70 HR 14                                                                                   | 195/70 HR 14                                                                                   | 195/70 HR 14                                                                                   | 195/70 HR 14                                                                                   | 195/70 HR 14                                                                                   | 195/70 VR 14                                                                                   | 195/70 VR 14                                                                                   |       |
| Lenkung                                | Kugelumlauflenkung                                                                             | Kugelumlauflenkung                                                                             | Kugelumlauflenkung                                                                             | Kugelumlauflenkung                                                                             | Kugelumlauflenkung                                                                             | Kugelumlauflenkung                                                                             | Kugelumlauflenkung                                                                             | Kugelumlauflenkung                                                                             | Kugelumlauflenkung                                                                             |       |
| Leergewicht                            | 1.360                                                                                          | 1.360                                                                                          | 1.440                                                                                          | 1.420                                                                                          | 1.470                                                                                          | 1.440                                                                                          | 1.420                                                                                          | 1.420                                                                                          | 1.520                                                                                          | 1.520 |
| Tank                                   | 75 Liter                                                                                       | 75 Liter                                                                                       | 75 Liter                                                                                       | 75 Liter                                                                                       | 75 Liter                                                                                       | 75 Liter                                                                                       | 75 Liter                                                                                       | 75 Liter                                                                                       | 75 Liter                                                                                       |       |
| Höchstgeschwindigkeit                  | 190                                                                                            | 200                                                                                            | 195                                                                                            | 205                                                                                            | 200                                                                                            | 210                                                                                            | 210                                                                                            | 205                                                                                            | 205                                                                                            |       |
| Beschleunigung 0–100 km/h              | 11"                                                                                            | 10"                                                                                            | 10"                                                                                            | 9"                                                                                             | 9"5                                                                                            | 8"5                                                                                            | 8"5                                                                                            | 9"                                                                                             | 9"                                                                                             |       |
| Durchschnittlicher Kraftstoffverbrauch | 16                                                                                             | 16,5                                                                                           | 16,5                                                                                           | 17,5                                                                                           | 17,5                                                                                           | 17,5                                                                                           | 17,5                                                                                           | 17,5                                                                                           | 17,5                                                                                           |       |

- Alle Motoren waren Sechszylinder-Reihenmotoren der Type BMW M30.
- Die Höchstgeschwindigkeit bzw. Beschleunigung in Klammern gilt für Fahrzeuge mit Automatikgetriebe.
- Die Fahrzeuge 3.3 L und 3.3 Li waren serienmäßig mit einem Automatikgetriebe ausgestattet; ein manuelles Schaltgetriebe gab es nur auf Sonderwunsch.

## Produktionszahlen
Der BMW E3 wurde in einer Stückzahl von insgesamt etwa 190.000 Fahrzeugen produziert.

## Bestand in Deutschland
Aufgeführt ist der Bestand an BMW E3 nach Hersteller- (HSN) und Typschlüsselnummern (TSN) in Deutschland laut Kraftfahrt-Bundesamt. Typen mit weniger als 100 Fahrzeugen werden nicht ausgewiesen. Bis 2007 beinhaltete der Bestand neben der Anzahl der angemeldeten Fahrzeuge auch die Anzahl der vorübergehenden Stilllegungen. Seit 2008 enthält der Bestand lediglich den „fließenden Verkehr“ einschließlich der Saisonkennzeichen.
| HSN/TSN  | Modell | kW     | 1.1.2005 | 1.1.2006 | 1.1.2008 | 1.1.2009 | 1.1.2010 | 1.1.2011 | 1.1.2012 | 1.1.2013 | 1.1.2014 | 1.1.2015 |
| -------- | ------ | ------ | -------- | -------- | -------- | -------- | -------- | -------- | -------- | -------- | -------- | -------- |
| 0005/357 | 2500   | 110    | 333      | 336      | 300      | 316      | 289      | 285      | 276      | 275      | 260      | 254      |
| 0005/358 | 2800   | 125    | 103      | 102      |          |          |          |          |          |          |          |          |
| 0005/370 | 3.0 S  | 132    | 109      | 113      | 101      | 110      | 110      | 118      | 117      | 114      | 112      | 115      |
| Quelle   | Quelle | Quelle | [ 17 ]   | [ 18 ]   | [ 19 ]   | [ 20 ]   | [ 21 ]   | [ 22 ]   | [ 23 ]   | [ 24 ]   | [ 25 ]   | [ 26 ]   |

## Sonderversionen
Auf der Basis eines 2500 gestaltete die Carrozzeria Bertone 1969 das zweisitzige Konzeptfahrzeug Bertone-BMW 2800 Spicup, das über ein elektrisch betätigtes Hardtop verfügte und als potentieller Nachfolger des BMW 507 im Gespräch war.

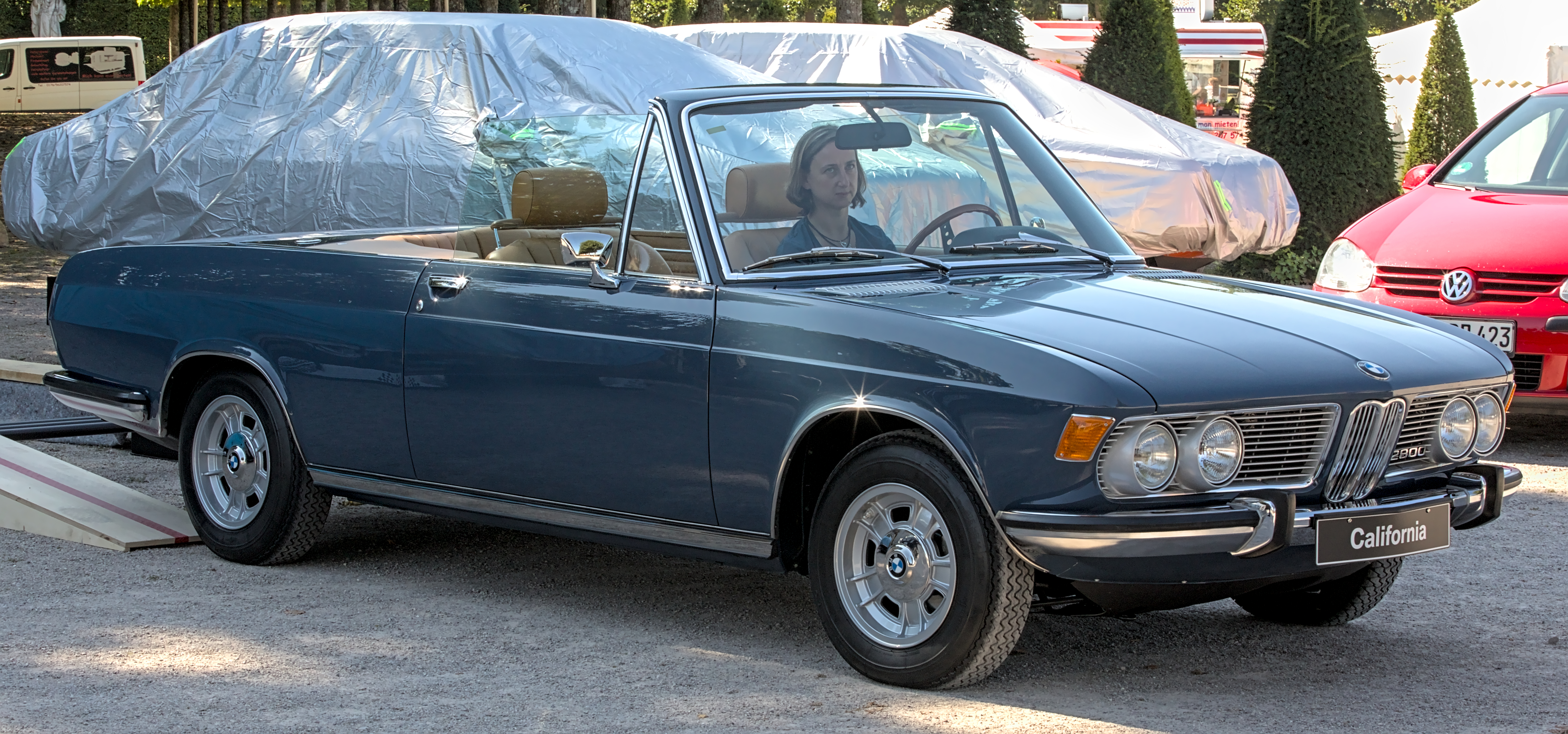
BMW California, 2021

Auf der Basis eines 2800 und eines 3.0 S baute der italienische Designer Pietro Frua 1971 und 1972 je ein Fastbackcoupé sowie auf der Basis eines 3.0 Si ein weiteres mit abweichendem Design.
Der bayrische Restaurierungsbetrieb Martelleria baute einen E3 zu einem viersitzigen Vollcabrio ohne Verdeck um, das California benannt wurde. Es gehört zu der bislang aus vier E3 bestehenden Wundercar-Collection, zu der auch ein Modell gehört, das an die BMW Art Cars angelehnt gestaltet wurde.